# Michele Zanche
Michele Zanche  (mort en 1275) vicaire du roi Enzio de Sardaigne, puis juge du Judicat de Logudoro (Torres).

## Biographie
Dès en 1236, Zanche faisait partie du complot qui se termine par l'assassinat à Sassari, du jeune juge Barisone III de Torres, 
dont l'oncle paternel et régent Ithocorre  ou Orzocorre de Serra avait imposé de lourds impôts aux habitants de Sassari.
Adelasia, dont le premier mari, Ubaldo Visconti de Gallura, semblait être informé de l'organisation du crime, succède alors à son frère et l'implication de Zanche, et d’autres nobles locaux ayant été démontrée ils sont exilés à Gênes.
Michele Zanche devient le sénéchal de l'éphémère roi de Sardaigne Enzio, second époux de la Juge Adelasia de Torres : il gagne sa confiance et  ensuite selon les chroniques, non étayées par des documents perpètre des fraudes continuelles. Lorsque, en 1239, Enzo quitte la Sardaigne pour combattre pour le compte de son père Frédéric II du Saint-Empire en Italie, il nomme "donno Michel" vicaire dans le Judicat cette information n'était pas établie par le passé; cependant, exploitant le pouvoir qui lui est conféré pour ses propres intérêts, Michel Zanche devient très riche en se faisant payer les faveurs accordées à nombre de ses sujets comme la libération de prisonniers
Après la mort d'Enzio captif à Bologne en 1272, il semble que Zanche ait complètement usurpé l'autorité souveraine, à tel point que, non sans raison, certains auteurs le considèrent comme le dernier juge de Torres. Pietro Alighieri avance même que Michele aurait épousé par la ruse la reine Adelasia , abandonnée et divorcée d'Enzo en 1246, et qu'il en aurait eu sa fille, Caterina, épouse ultérieure du Génois Branca Doria. L'information susmentionnée ne figure dans aucun document, ni sur le fait que, au lieu d'Adelasia, l'homme d'affaires avait capturé Bianca Lancia, la mère présumée du souverain souabe qui l'était avec certitude de son demi-frère Manfred. En tout état de cause, Michele a exercé ses fonctions sans tenir compte de la Juge Adelasia, cantonnée au château de Burgos où elle décède vers 1259.
Pour des raisons obscures, mais certainement liées aux intérêts de ses successeurs, en 1275, son gendre Branca Doria fait tuer par traîtrise Zanche lors d'un banquet dans son château de la Nurra, en présence de son cousin Barisone Doria. Le cadavre est ensuite déchiré en morceaux. La disparition d'Adelasia avait provoqué l'extinction de la lignée des Juges de Torres, dont les domaines sont partagés entre la Famille Doria, les Malaspinas, le Judicat d'Arborée et la municipalité libre de Sassari.

## Postérité
Du mariage avec Simona Doria naquirent trois enfants: 
- un fils anonyme, peut-être nommé Mariano († avant 1284), qui épouse Imelda Sismondi,
- Caterina (1253-1316), déjà mentionnée,
- Richelda (1282 - † avant 1302), mariée à Giacomo Spinola

## Michel Zanche dans laDivine comédie
Dante évoque Michel Zanche dans l' Enfer de sa Divine Comédie, il le fait s'entretenir  avec le frère Comita de Gallura un moine « réceptif à toutes fraudes », devenu le favori d'Ugolino Visconti qui s'était rendu célèbre par sa vénalité et ses trafics d'influences en vendant des dignités et des charges.
« Avec lui converse Michel Zanche seigneur de Loguduro et de parler de la Sardaigne leur langue ne se sentent point fatiguées » .